# ریوگا سکیهارا
ریوگا سکیهارا (انگلیسی: Ryoga Sekihara؛ زادهٔ ۲۰ ژوئن ۱۹۹۱) بازیکن فوتبال اهل ژاپن است.